# Gries
Gries je občina v departmaju Bas-Rhin francoske regije Alzacija.
Leta 1990 je v občini živelo 2 464 oseb oz. 201 oseb/km².